# Sistema ATLAS
El Sistema de Última Alerta de Impacto Terrestre de Asteroides (ATLAS, por sus siglas en inglés) es un observatorio de reconocimiento astronómico robótico y un sistema de alerta temprana optimizado para la detección de objetos próximos a la Tierra más pequeños, unas pocas semanas o días antes de un posible impacto.
El proyecto es financiado por NASA, desarrollado y operado por el Instituto de Astronomía de la Universidad de Hawái. El sistema cuenta con cuatro telescopios de 0,5 metros, de los cuales dos se encuentran a 160 km de las islas hawaianas, en los observatorios de Haleakalā (ATLAS-HKO, cód. obs. T05) y Mauna Loa (ATLAS-MLO, cód. obs. T08). Los otros se encuentran en el Observatorio Astronómico Sudafricano (ATLAS–SAAO, cód. obs. M22) en Sudáfrica y en el observatorio El Sauce (cód. obs. W68) en Chile.
ATLAS inició sus operaciones en 2015 con un telescopio en Haleakalā y dos años más tarde, se unió otro en Mauna Loa. Luego, el proyecto obtuvo el financiamiento de NASA para dos nuevos telescopios en el hemisferio sur, que entraron en funcionamiento en 2022, en Sudáfrica y en Chile.

## Historia
El proyecto ATLAS fue desarrollado por la Universidad de Hawái con un financiamiento de US$5 millones de parte de NASA, y su primer elemento en operación se desplegó en el observatorio de Haleakalā a finales de 2015. El segundo entró en operaciones en marzo de 2017, en el observatorio de Mauna Loa. 
En junio de 2017, un reemplazo de las placas correctoras Schmidt inicialmente deficientes en ambos telescopios logró mejorar la calidad de la observación a su ancho nominal de 2 píxeles (3,8'') y en consecuencia, mejorando su sensibilidad en una magnitud.
En agosto de 2018, el proyecto recibió US$3,8 millones de fondos adicionales de NASA para la instalación de dos telescopios en el hemisferio sur. Uno está alojado en el Observatorio Astronómico Sudafricano en Sudáfrica y el otro en el Observatorio El Sauce en el norte de Chile, los cuales comenzaron a funcionar a principios de 2022. La extensión geográfica en la cantidad de telescopios amplía la cobertura, hay una mejor resistencia al mal tiempo y se obtiene información adicional sobre la órbita de asteroides en base al efecto de paralaje.
El concepto completo de ATLAS contempla ocho telescopios, repartidos por todo el mundo para una cobertura de 24 horas de todo el cielo nocturno.
El sistema automatizado puede proporcionar una advertencia de una semana para un asteroide de 45 metros de diámetro y de tres semanas para uno de 120 metros, siempre y cuando el radiante no esté demasiado cerca del Sol. En comparación con el Bólido de Cheliábinsk (17 metros) en 2013, su dirección de llegada resultó estar cerca del Sol, por lo cual, estaba en el punto ciego de cualquier sistema de advertencia de luz visible en la Tierra. ATLAS actualmente lo detectaría en su aproximación desde un punto de llegada lejano al Sol con unos días de anticipación.
ATLAS también puede identificar cualquier variable moderadamente brillante u objeto en movimiento en el cielo nocturno, como un subproducto de su objetivo principal, por lo tanto, también busca estrellas variables, supernovas, planetas enanos, cometas y asteroides que no impactan.

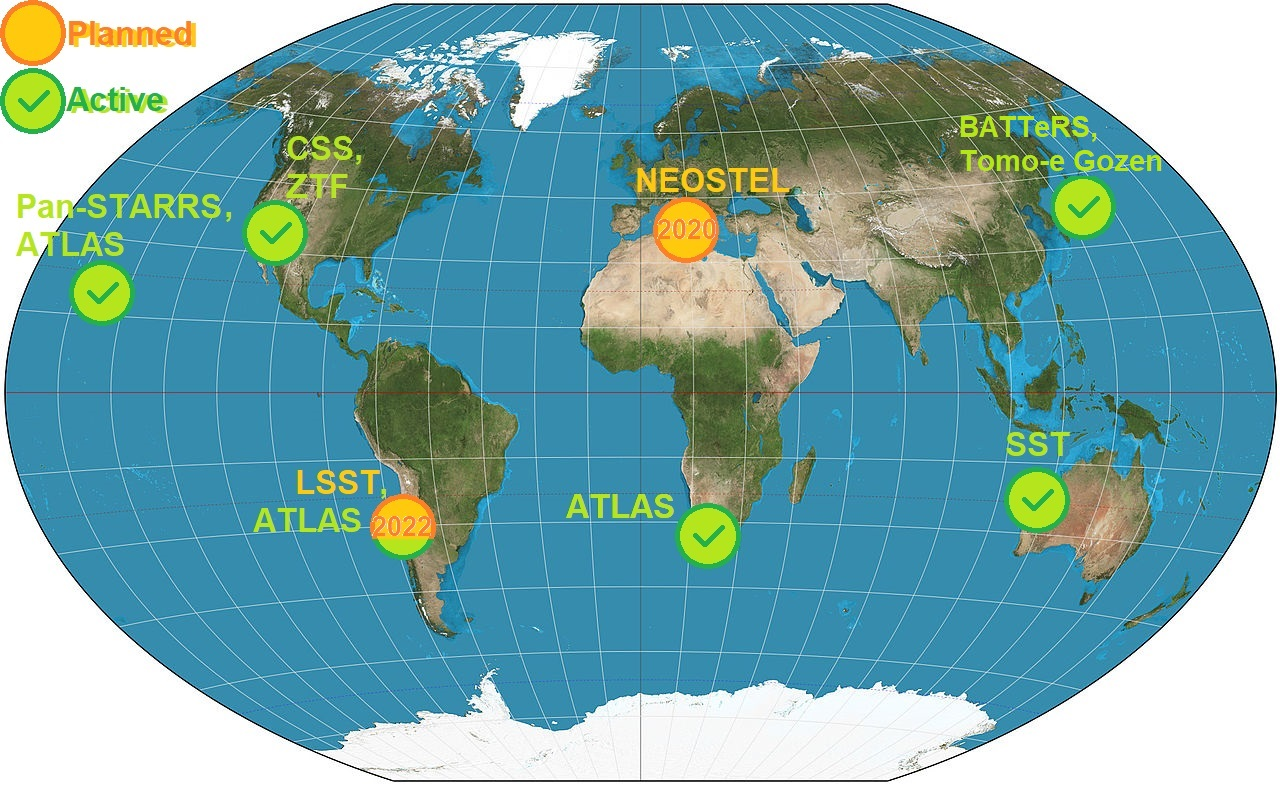
Ahora completos, los nuevos sitios de ATLAS han llenado la anterior falta de cobertura en el hemisferio sur. Ubicado alrededor de 120° (8 horas) al este de los estudios existentes, el telescopio ATLAS Sudáfrica (y el NEOSTEL planeado en Sicilia) también brindan advertencias durante los días de Hawái/Chile y California. Esto es importante principalmente para los asteroides pequeños que se vuelven lo suficientemente brillantes como para ser detectados durante un día o dos como máximo.

## Descubrimientos
- SN 2018cow, una supernova relativamente brillante el 2018-06-16.
- 2018 AH, el asteroide más grande que pasó tan cerca de la Tierra desde 1971 el 2018-01-02.
- A106fgF, un asteroide de 2 a 5 m que pasó muy cerca o impactó contra la Tierra el 22 de enero de 2018.[10]
- 2018 RC, asteroide cercano a la Tierra el 2018-09-03 (notable porque fue descubierto más de un día antes del acercamiento más cercano el 2018-09-09).
- A10bMLz, basura espacial desconocida, el llamado "objeto de bolsa de basura vacía" el 25 de enero de 2019.[11]
- 2019 MO, un asteroide de aproximadamente 4 m que impactó en el mar Caribe al sur de Puerto Rico en junio de 2019
- C/2019 Y4 (ATLAS), cometa
- 2020 VT 4, un objeto de 5 a 10 m que pasó más cerca de la Tierra que cualquier otro asteroide conocido que estuvo a punto de chocar
- Fotografió la eyección tras el impacto de DART (NASA) en el asteroide Dimorphos[12]
- Descubrió 3I/ATLAS el 1 de julio de 2025. Se trataría de un cometa interestelar y el tercer objeto interestelar que se detecta mientras pasa por el sistema solar.